# Heinrich Beck (Philologe)
Heinrich Beck (* 2. April 1929 in Nördlingen, Bayern; † 5. Juni 2019 in Aschheim) war ein deutscher germanistischer und skandinavistischer Mediävist.

## Leben und Werk
Heinrich Beck studierte nach seinem Abitur 1949 in München und Reykjavík Germanistik, Skandinavistik und Sprachwissenschaft. 1962 wurde er in München für Nordische Philologie und germanische Altertumskunde mit der Dissertation Das Ebersignum im Germanischen. Ein Beitrag zur germanischen Tiersymbolik zum Dr. phil. promoviert. 1967 habilitierte Beck sich in München mit einer Arbeit zu Studien zu germanischen Bild- und Wortzeugnissen.
Von 1968 bis 1978 hatte Beck eine Professur für ältere Germanistik und Nordistik an der Universität des Saarlandes in Saarbrücken inne, wo er auch eine Zulassung als ordentlicher Professor der Universität des Saarlandes eine Zulassung erhielt. Von 1978 bis zu seiner Emeritierung 1994 lehrte er als ordentlicher Professor für ältere Germanistik bzw. Germanische Philologie unter Einschluss des Nordischen an der Universität Bonn.
Becks Hauptarbeitsgebiet war die Lexik und Syntax in den altgermanischen Sprachen, insbesondere der altnordischen Sprache. Damit verbunden hat Beck Arbeiten publiziert, die zu unterschiedlichen Aspekten und damit verbundenen Fragen zur germanischen und altnordischen Literatur und Kultur sowie zur sogenannten Germanischen Altertumskunde insgesamt Stellung bezogen. Beck war Initiator zahlreicher Tagungen zu seinem ursprünglichen Forschungsschwerpunkt sowie zur germanischen Altertumskunde. Von diesen Tagungen wurden Sammelbände mit den schriftlichen Fassungen der Vorträge der teilnehmenden Gelehrten als Ergänzungsbände zum Reallexikon der Germanischen Altertumskunde (RGA) von Beck herausgegeben. Beck war von 1968 bis 2008 einer der Herausgeber und Autor zahlreicher Artikel der 2. Auflage des Reallexikons der Germanischen Altertumskunde, das 2008 mit 35 Bänden und 2 Registerbänden abgeschlossen wurde. An dessen ausschließlich digitaler Fortführung Germanische Altertumskunde Online (GAO) war er noch maßgeblich beteiligt.
1994 wurde Heinrich Beck zu seinem 65. Geburtstag von Fachkollegen mit einer Festschrift geehrt, die sein Bonner Kollege Heiko Uecker als Herausgeber betreute. Der Titel der Festschrift Studien zum Altgermanischen zeigt durch die fachlich-thematische Bandbreite der einzelnen Beiträge, wie weit Heinrich Beck forschte und publizierte und sich international einen Ruf als hochrangiger Wissenschaftler erworben hat. Diese Festschrift ist ebenfalls als Ergänzungsband zum RGA erschienen. Anlässlich ihres 85. Geburtstags veranstaltete das Münchner Institut für Nordische Philologie zu Ehren Heinrich Becks und Kurt Schiers am 2. April 2014 ein Symposium; das interdisziplinäre Spektrum der Vorträge sowie die Anwesenheit zahlreicher namhafter Skandinavisten und Germanisten unterstrichen den Einfluss, den Heinrich Becks fortgeführte Studien zur Germanischen Altertumskunde und Mediävistik auch nach seiner Emeritierung ausübten.

## Ehrungen
- 1982: Korrespondierendes Mitglied der Philologisch-Historischen Klasse der Akademie der Wissenschaften zu Göttingen
- 1988: Ritterkreuz des Isländischen Falkenordens[1]
- 2002: Ehrendoktorwürde der University of Minnesota, Minneapolis (USA)[2]